# Brasilotyphlus braziliensis
Espèce
Synonymes
- Gymnopis braziliensis Dunn, 1945

Statut de conservation UICN

 LC  : Préoccupation mineure
Brasilotyphlus braziliensis est une espèce de gymnophiones de la famille des Siphonopidae.

## Répartition
Cette espèce est endémique d'Amazonas au Brésil.
Les spécimens attribués à cette espèce provenant du Roraima, du Pará ou d'Amapá était de mauvaises identifications

## Étymologie
Son nom d'espèce, composé de brazil et du suffixe latin -ensis, « qui vit dans, qui habite », lui a été donné en référence au lieu de sa découverte.

## Publication originale
- Dunn, 1945 : A new caecilian of the genus Gymnopis from Brazil. American Museum Novitates, no 1278, p. 1 (texte original).